# Stefhon Hannah
Stefhon L. Hannah (Chicago, Illinois, 14 de junio de 1985) es un baloncestista estadounidense que actualmente juega en el Delaware Blue Coats, de la NBA G League.
Con 1,85 metros de estatura, juega en la posición de base.

## Trayectoria deportiva

### Universidad
Jugó dos temporadas en el junior college de Chipola, promediando en la segunda de ellas 14,5 puntos, 6,5 asistencias y 4,4 rebotes por partido, siendo elegido Jugador del Año de la conferencia.
En 2006 fue transferido a los Tigers de la Universidad de Misuri, donde jugó dos temporadas más en las que promedió 14,7 puntos, 3,0 rebotes y 5,3 asistencias por partido, siendo elegido en 2007 Debutante del Año de la Big 12 Conference.

### Profesional
Tras no ser elegido en el Draft de la NBA de 2008, fichó por el APOEL B.C. chipriota, equipo que dejó tras disputar apenas cinco partidos. En enero de 2009 firmó con el BC Šiauliai lituano, donde acabó la temporada. En el mes de mayo regresó a su país para jugar en los Marietta Storm de la liga menor WBA, donde acabó siendo incluido en el mejor quinteto de la temporada.
En octubre de 2010 fichó por los Iowa Energy de la NBA D-League, quienes lo despidieron en noviembre y lo volvieron a contratar en diciembre. Acabó ganando la liga, colaborando con 7,6 puntos y 2,2 asistencias por partido.
Tras un breve paso por la liga filipina, en octubre de 2011 fichó por el AZS Koszalin polaco, equipo que dejó en enero de 2012 para regresar a su país y firmar con los Dakota Wizards de la NBA D-League, con los que acabó la temporada promediando 18,4 puntos, 4,8 asistencias y 2,1 robos de balón, siendo elegido Mejor Defensor de la NBA Development League.
En octubre de 2012 firmó con los Golden State Warriors, pero dos semanas después fue despedido. En noviembre firmó con los Santa Cruz Warriors, con los que jugó una temporada en la que promedió 14,0 puntos y 5,1 asistencias por partido, siendo elegido por segundo año consecutivo mejor defensor de la liga.
Tras jugar durante el verano con los Marinos de Anzoátegui de la liga venezolana, en el mes de agosto firmó con la Juvecaserta Basket de la liga italiana. Jugó 18 partidos en tierras italianas, promediando 9,3 puntos y 4,2 asistencias, antes de ser despedido en febrero de 2014.
El 3 de septiembre de 2014 es elegido por los Westchester Knicks en el draft de expansión de la D-League,  pero sin llegar a debutar con el equipo firmó al mes siguiente con los Guerreros de Bogotá de la liga colombiana, pero únicamente disputó 9 partidos antes de regresar a su país, donde los Knicks traspasaron sus derechos a los Reno Bighorns, junto con una futura primera ronda del draft, a cambio de  Darnell Jackson. Tras ser despedido en enero de 2015, fichó por los Grand Rapids Drive, donde acabó la liga promediando 6,6 puntos y 2,4 asistencias por partido.
Al año siguiente, tras probar con los Chicago Bulls, regresó a los Drive, siendo despedido en enero de 2016. Tres semanas después regresó al AZS Koszalin polaco. Acabó la temporada promediando 10,0 puntos y 5,3 asistencias por partido.